# Chiny
Chiny (valonă Tchini) este un oraș francofon din regiunea Valonia din Belgia. Comuna Chiny este formată din localitățile Chiny, Izel, Jamoigne, Les Bulles, Suxy, Termes, Moyen, Prouvy, Romponcelle, Valansart, Pin, Lamouline, La Haïlleule și Le pont Charreau. Suprafața sa totală este de 113,69 km². La 1 ianuarie 2008 comuna avea o populație totală de 5.122 locuitori. 